# Borroloola
Borroloola is een plaats in de Australische deelstaat Noordelijk Territorium en telt 871 inwoners (2016).